# Camairago
Camairago (lombardul: Camiràgh) település Olaszországban, Lombardia régióban, Lodi megyében. Lakosainak száma 643 fő (2018. január 1.). Camairago Castiglione d’Adda, Cavacurta, Codogno, Formigara, Pizzighettone és Terranova dei Passerini községekkel határos.

## Népesség
A település népességének változása:

| 2017 | 654 |
| 2018 | 643 |